# F.E.A.R. Extraction Point
F.E.A.R. Extraction Point es una expansión para el videojuego F.E.A.R. que ha sido publicado por Vivendi Universal y desarrollado por TimeGate Studios, en vez de Monolith Productions los desarrolladores del F.E.A.R. original. Extraction Point requiere el juego original instalado para poder jugarlo.
El juego ha introducido nuevas armas y enemigos. La historia de esta expansión empieza donde la dejó el juego original, y en esta ocasión mantiene la ambientación terrorífica sobrenatural del juego anterior, pero añadiendo un mayor nivel de gore.
Esta expansión fue recopilada junto con la posterior expansión F.E.A.R. Perseus Mandate en el autojugable F.E.A.R. Files, exclusivo para Xbox 360. 
Este lanzamiento fue considerado una leve desviación de la correcta línea del tiempo en F.E.A.R. poniendo contradicciones en el momento.

## Los juegos F.E.A.R.
- 2005: F.E.A.R. First Encounter Assault Recon
- 2006: F.E.A.R. Extraction Point
- 2007: F.E.A.R. Perseus Mandate
- 2009: F.E.A.R. 2: Project Origin
- 2009: F.E.A.R. 2: Reborn
- 2011: F.E.A.R. 3

- Datos: Q775655